# 1 E6 m²
Za lažje predstavljanje različnih velikosti površin je tu seznam površin med 1 km² (100 hektarov) in 10 km² (1000 hektarov). Glejte tudi področja drugih redov velikosti.
- površine, manjše od 1 km²
- 1 km² je enako kot:
  - 100 hektarov
  - 106 m²
  - 0,386 kvadratne milje
  - 247 akrov
  - površina kvadrata s stranico 1 km
  - plašč kocke s stranico 408 m
  - ploščina kroga s polmerom 564 m
  - površina sfere s polmerom 282 m
- 107 hektarov -- Šmartinsko jezero, največji slovenski zadrževalnik
- 135 hektarov—kampus Pomorske akademije ZDA
- 145 hektarov -- Blejsko jezero
- 195 hektarov -- Monako (192. država na svetu)
- 200 hektarov -- Herm, Kanalski otoki
- 290 hektarov -- City of London, poslovno središče Londona
- 320 hektarov -- Hampstead Heath v Londonu
- 330 hektarov -- Bohinjsko jezero
- 650 hektarov -- Gibraltar
- 690 hektarov—občina Odranci (192. slovenska občina po površini)
- 860 hektarov—občina Trzin
- 890 hektarov—velikost največjega organizma na svetu, Armillaria ostoyae.
- 900 hektarov—površina ameriškega nacionalnega parka Yellowstone
- 980 hektarov—občina Razkrižje (190. slovenska občina po površini)
- površine, večje od 10 km²